# Värmeln
Värmeln är en sjö i Arvika, Grums, Kils och Säffle kommuner i Värmland och ingår i Göta älvs huvudavrinningsområde. Sjön har en area på 74,6 kvadratkilometer och ligger 56 meter över havet. Sjön avvattnas av vattendraget Borgvikeälven (Emsälven). Till Värmeln räknas också Lilla Värmeln. För öar och strandbrant i östra delen har inrättats naturreservatet Krokstadön.
Värmelns utlopp till Vänern går via Borgviksälven till Borgvikssjön vid Borgvik och vidare via Grumsfjärden till Åsfjorden i Vänern. Värmeln tillhör Borgviksåns avrinningsområde.

## Delavrinningsområde
Värmeln ingår i delavrinningsområde (660629-133612) som SMHI kallar för Utloppet av Värmeln. Medelhöjden är 88 meter över havet och ytan är 271,82 kvadratkilometer. Räknas de 43 avrinningsområdena uppströms in blir den ackumulerade arean 881,94 kvadratkilometer. Borgvikeälven (Emsälven) som avvattnar avrinningsområdet har biflödesordning 3, vilket innebär att vattnet flödar genom totalt 3 vattendrag innan det når havet efter 268 kilometer. Avrinningsområdet består mestadels av skog (54 procent). Avrinningsområdet har 76,11 kvadratkilometer vattenytor vilket ger det en sjöprocent på 28 procent. Bebyggelsen i området täcker en yta av 1,6 kvadratkilometer eller 1 procent av avrinningsområdet.